# 15.ª etapa del Giro de Italia 2025
La 15.ª etapa del Giro de Italia 2025 tuvo lugar el 25 de mayo de 2025 y consistió en una etapa de montaña con inicio en la ciudad italiana de Fiume Veneto y final en la localidad de Asiago, sobre un recorrido de 219 km. El vencedor fue el español Carlos Verona del equipo Lidl-Trek, mientras que el mexicano Isaac Del Toro del equipo UAE Team Emirates XRG consiguió mantenerse como líder de la carrera.

## Clasificación de la etapa[2]
| Fiume Veneto - Asiago | etapa de montaña | (219 km) |

| \| Clasificación de la etapa \| Clasificación de la etapa \| Clasificación de la etapa \| Clasificación de la etapa \| Clasificación de la etapa \| \| Ciclista \| Ciclista \| Equipo \| Tiempo \| \| \| ------------------------- \| ------------------------- \| ----------------------------- \| ------------------------- \| ------------------------- \| \| 1.º \| Carlos Verona \| Lidl-Trek \| 5 h 15 min 41 s \| \| \| 2.º \| Florian Stork \| Tudor Pro Cycling Team \| + 22 s \| \| \| 3.º \| Christian Scaroni \| XDS Astana Team \| + 23 s \| \| \| 4.º \| Romain Bardet \| Team Picnic-PostNL \| + 23 s \| \| \| 5.º \| Nicolas Prodhomme \| Decathlon-AG2R La Mondiale \| + 23 s \| \| \| 6.º \| Filippo Zana \| Team Jayco AlUla \| + 23 s \| \| \| 7.º \| Gianmarco Garofoli \| Soudal Quick-Step \| + 26 s \| \| \| 8.º \| Filippo Fiorelli \| VF Group-Bardiani CSF-Faizanè \| + 29 s \| \| \| 9.º \| Damiano Caruso \| Bahrain Victorious \| + 29 s \| \| \| 10.º \| Max Poole \| Team Picnic-PostNL \| + 29 s \| \| |                    |                               |                 |
| |                    |                               |                 |
| Fuente: ProCyclingStats |                    |                               |                 |
| Clasificación de la etapa |                    |                               |                 |
| Ciclista | Ciclista           | Equipo                        | Tiempo          |
| 1.º | Carlos Verona      | Lidl-Trek                     | 5 h 15 min 41 s |
| 2.º | Florian Stork      | Tudor Pro Cycling Team        | + 22 s          |
| 3.º | Christian Scaroni  | XDS Astana Team               | + 23 s          |
| 4.º | Romain Bardet      | Team Picnic-PostNL            | + 23 s          |
| 5.º | Nicolas Prodhomme  | Decathlon-AG2R La Mondiale    | + 23 s          |
| 6.º | Filippo Zana       | Team Jayco AlUla              | + 23 s          |
| 7.º | Gianmarco Garofoli | Soudal Quick-Step             | + 26 s          |
| 8.º | Filippo Fiorelli   | VF Group-Bardiani CSF-Faizanè | + 29 s          |
| 9.º | Damiano Caruso     | Bahrain Victorious            | + 29 s          |
| 10.º | Max Poole          | Team Picnic-PostNL            | + 29 s          |

## Clasificaciones al final de la etapa

### Clasificación general(Maglia Rosa)[3]
| \| Clasificación general \| Clasificación general \| Clasificación general \| Clasificación general \| Clasificación general \| \| Ciclista \| Ciclista \| Equipo \| Tiempo \| \| \| --------------------- \| --------------------- \| -------------------------- \| --------------------- \| --------------------- \| \| 1.º \| Isaac Del Toro \| UAE Team Emirates XRG \| 55 h 54 min 04 s \| \| \| 2.º \| Simon Yates \| Team Visma \\| Lease a Bike \| + 1 min 20 s \| \| \| 3.º \| Juan Ayuso \| UAE Team Emirates XRG \| + 1 min 26 s \| \| \| 4.º \| Richard Carapaz \| EF Education-EasyPost \| + 2 min 07 s \| \| \| 5.º \| Derek Gee \| Israel-Premier Tech \| + 2 min 54 s \| \| \| 6.º \| Damiano Caruso \| Bahrain Victorious \| + 2 min 55 s \| \| \| 7.º \| Antonio Tiberi \| Bahrain Victorious \| + 3 min 02 s \| \| \| 8.º \| Egan Bernal \| Ineos Grenadiers \| + 3 min 38 s \| \| \| 9.º \| Thymen Arensman \| Ineos Grenadiers \| + 3 min 45 s \| \| \| 10.º \| Primož Roglič \| Red Bull-Bora-Hansgrohe \| + 3 min 53 s \| \| |                 |                            |                  |
| |                 |                            |                  |
| Fuente: ProCyclingStats |                 |                            |                  |
| Clasificación general |                 |                            |                  |
| Ciclista | Ciclista        | Equipo                     | Tiempo           |
| 1.º | Isaac Del Toro  | UAE Team Emirates XRG      | 55 h 54 min 04 s |
| 2.º | Simon Yates     | Team Visma \| Lease a Bike | + 1 min 20 s     |
| 3.º | Juan Ayuso      | UAE Team Emirates XRG      | + 1 min 26 s     |
| 4.º | Richard Carapaz | EF Education-EasyPost      | + 2 min 07 s     |
| 5.º | Derek Gee       | Israel-Premier Tech        | + 2 min 54 s     |
| 6.º | Damiano Caruso  | Bahrain Victorious         | + 2 min 55 s     |
| 7.º | Antonio Tiberi  | Bahrain Victorious         | + 3 min 02 s     |
| 8.º | Egan Bernal     | Ineos Grenadiers           | + 3 min 38 s     |
| 9.º | Thymen Arensman | Ineos Grenadiers           | + 3 min 45 s     |
| 10.º | Primož Roglič   | Red Bull-Bora-Hansgrohe    | + 3 min 53 s     |

### Clasificación por puntos(Maglia Ciclamino)[4]
| Clasificación por puntos | Clasificación por puntos | Clasificación por puntos   | Clasificación por puntos | Clasificación por puntos |
| Ciclista                 | Ciclista                 | Equipo                     | Puntos                   |                          |
| ------------------------ | ------------------------ | -------------------------- | ------------------------ | ------------------------ |
| 1.º                      | Mads Pedersen            | Lidl-Trek                  | 240 pts                  |                          |
| 2.º                      | Olav Kooij               | Team Visma \| Lease a Bike | 135 pts                  |                          |
| 3.º                      | Casper van Uden          | Team Picnic-PostNL         | 88 pts                   |                          |
| 4.º                      | Isaac Del Toro           | UAE Team Emirates XRG      | 80 pts                   |                          |
| 5.º                      | Wout van Aert            | Team Visma \| Lease a Bike | 78 pts                   |                          |
| 6.º                      | Orluis Aular             | Movistar Team              | 67 pts                   |                          |
| 7.º                      | Alessandro Tonelli       | Team Polti VisitMalta      | 64 pts                   |                          |
| 8.º                      | Kaden Groves             | Alpecin-Deceuninck         | 63 pts                   |                          |
| 9.º                      | Kasper Asgreen           | EF Education-EasyPost      | 60 pts                   |                          |
| 10.º                     | Richard Carapaz          | EF Education-EasyPost      | 52 pts                   |                          |

### Clasificación de la montaña(Maglia Azzurra)[5]
| Clasificación de la montaña | Clasificación de la montaña | Clasificación de la montaña   | Clasificación de la montaña | Clasificación de la montaña |
| Ciclista                    | Ciclista                    | Equipo                        | Puntos                      |                             |
| --------------------------- | --------------------------- | ----------------------------- | --------------------------- | --------------------------- |
| 1.º                         | Lorenzo Fortunato           | XDS Astana Team               | 197 pts                     |                             |
| 2.º                         | Juan Ayuso                  | UAE Team Emirates XRG         | 54 pts                      |                             |
| 3.º                         | Manuele Tarozzi             | VF Group-Bardiani CSF-Faizanè | 50 pts                      |                             |
| 4.º                         | Paul Double                 | Team Jayco AlUla              | 36 pts                      |                             |
| 5.º                         | Christian Scaroni           | XDS Astana Team               | 31 pts                      |                             |
| 6.º                         | Isaac Del Toro              | UAE Team Emirates XRG         | 31 pts                      |                             |
| 7.º                         | Pello Bilbao                | Bahrain Victorious            | 29 pts                      |                             |
| 8.º                         | Nairo Quintana              | Movistar Team                 | 28 pts                      |                             |
| 9.º                         | Diego Ulissi                | XDS Astana Team               | 26 pts                      |                             |
| 10.º                        | Sylvain Moniquet            | Cofidis                       | 22 pts                      |                             |

### Clasificación de los jóvenes(Maglia Bianca)[6]
| Clasificación del mejor joven | Clasificación del mejor joven | Clasificación del mejor joven | Clasificación del mejor joven | Clasificación del mejor joven |
| Ciclista                      | Ciclista                      | Equipo                        | Tiempo                        |                               |
| ----------------------------- | ----------------------------- | ----------------------------- | ----------------------------- | ----------------------------- |
| 1.º                           | Isaac Del Toro                | UAE Team Emirates XRG         | 55 h 54 min 04 s              |                               |
| 2.º                           | Juan Ayuso                    | UAE Team Emirates XRG         | + 1 min 26 s                  |                               |
| 3.º                           | Antonio Tiberi                | Bahrain Victorious            | + 3 min 02 s                  |                               |
| 4.º                           | Davide Piganzoli              | Team Polti VisitMalta         | + 5 min 11 s                  |                               |
| 5.º                           | Max Poole                     | Team Picnic-PostNL            | + 5 min 51 s                  |                               |
| 6.º                           | Giulio Pellizzari             | Red Bull-Bora-Hansgrohe       | + 6 min 31 s                  |                               |
| 7.º                           | Embret Svestad-Bårdseng       | Arkéa-B&B Hotels              | + 18 min 47 s                 |                               |
| 8.º                           | Marco Frigo                   | Israel-Premier Tech           | + 27 min 32 s                 |                               |
| 9.º                           | Edoardo Zambanini             | Bahrain Victorious            | + 35 min 17 s                 |                               |
| 10.º                          | Gianmarco Garofoli            | Soudal Quick-Step             | + 45 min 24 s                 |                               |

### Clasificación por equipos"Súper team"[7]
| Clasificación por equipos | Clasificación por equipos  | Clasificación por equipos | Clasificación por equipos |
| Equipo                    | Equipo                     | Tiempo                    |                           |
| ------------------------- | -------------------------- | ------------------------- | ------------------------- |
| 1.º                       | UAE Team Emirates XRG      | 167 h 41 min 42 s         |                           |
| 2.º                       | Bahrain-Victorious         | + 22 min 56 s             |                           |
| 3.º                       | XDS Astana Team            | + 31 min 23 s             |                           |
| 4.º                       | Team Visma \| Lease a Bike | + 35 min 38 s             |                           |
| 5.º                       | Red Bull-BORA-hansgrohe    | + 38 min 25 s             |                           |
| 6.º                       | Movistar Team              | + 39 min 50 s             |                           |
| 7.º                       | Ineos Grenadiers           | + 54 min 39 s             |                           |
| 8.º                       | EF Education-EasyPost      | + 1 h 04 min 09 s         |                           |
| 9.º                       | Team Jayco AlUla           | + 1 h 08 min 29 s         |                           |
| 10.º                      | Israel-Premier Tech        | + 1 h 10 min 29 s         |                           |

## Abandonos
- Giulio Ciccone (Lidl-Trek) no tomó la salida de la etapa.[8]